# Parní automobil

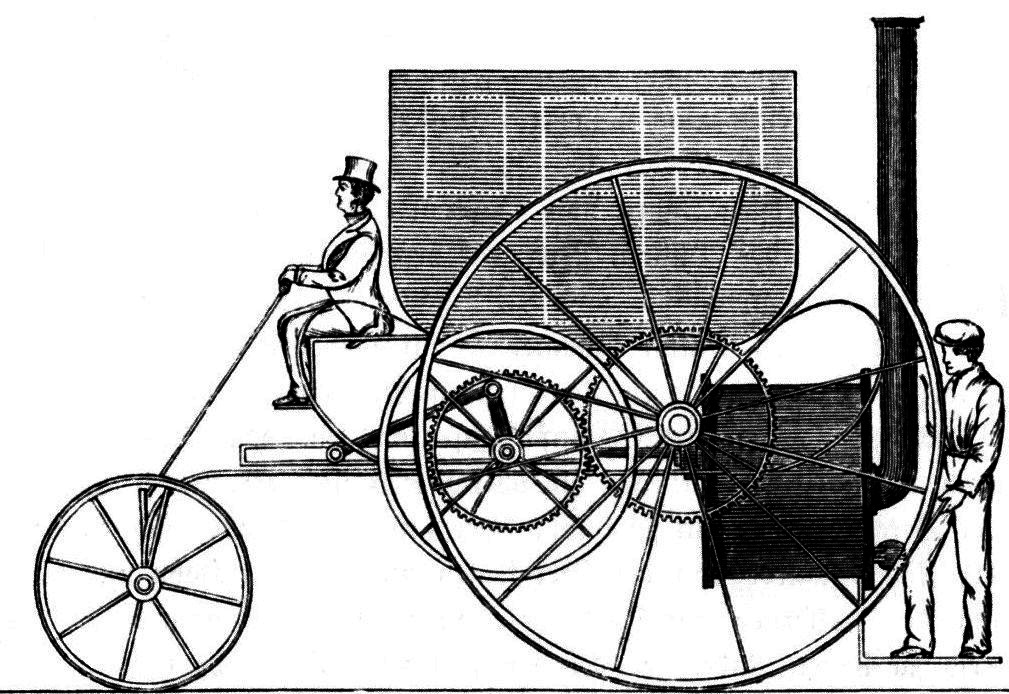
London Steam Carriage R. Trevithicka

Parní automobil je silniční dopravní prostředek, poháněný parním strojem.
První pokusy s parním automobilem (parovozem) prováděl francouzský vynálezce Nicolas Joseph Cugnot (1725 – 2. října 1804) již v 18. století. Funkční prototyp jeho automobilu vyjel poprvé 23. října 1769. V dalším roce postavil vynálezce vylepšený model a v roce 1771 s ním narazil do cihlové zdi, což je první známá automobilová nehoda. Stroj z roku 1770 je dodnes zachován v pařížském Musée des arts et métiers. Král Ludvík XV. Cugnota obdaroval penzí.
Další pokusy prováděl v Praze Josef Božek v letech 1815–1817. Jeho parovůz byl sice úspěšně předveden, ale po ukradení pokladny z předváděcí akce ho vynálezce rozbil a pokusy ukončil.
Různé formy parních automobilů byly vyráběny až do třicátých let 20. století, ale byly to spíše nákladní typy. Prosadily se především v Anglii, ale i v Česku můžeme jmenovat parní nákladní automobil Škoda Sentinel.
Dnes jsou parní automobily spíš jen kuriozitou. Pokusy s osobním automobilem poháněným párou prováděla v 60. letech firma Saab, ale vývoj skončil u prototypu. Úspěšný byl naopak prodej britského vozu Stanley Steamer.

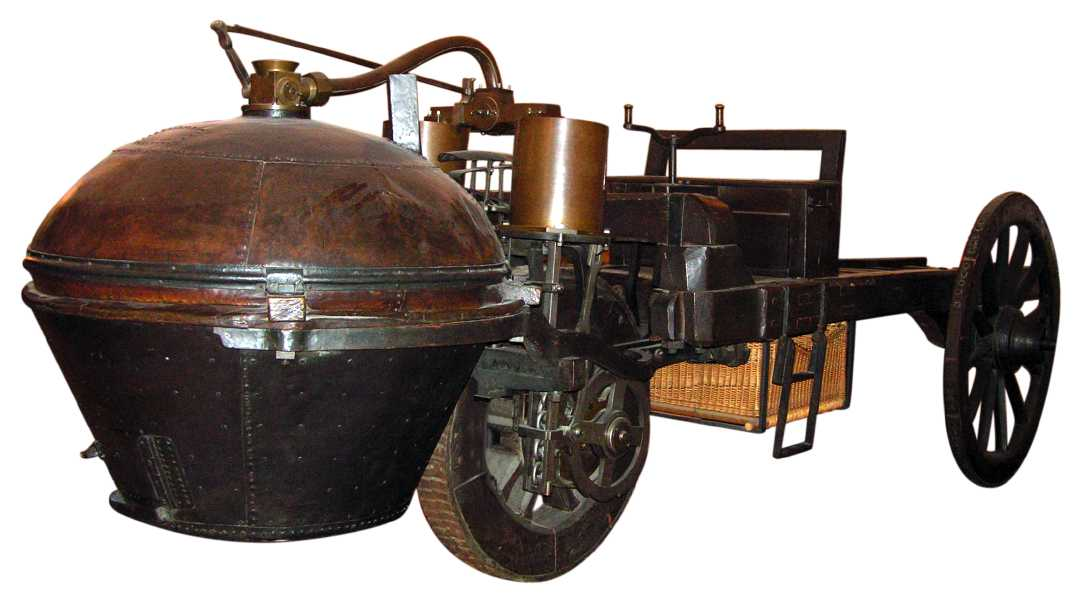
Cugnotův model z roku 1771
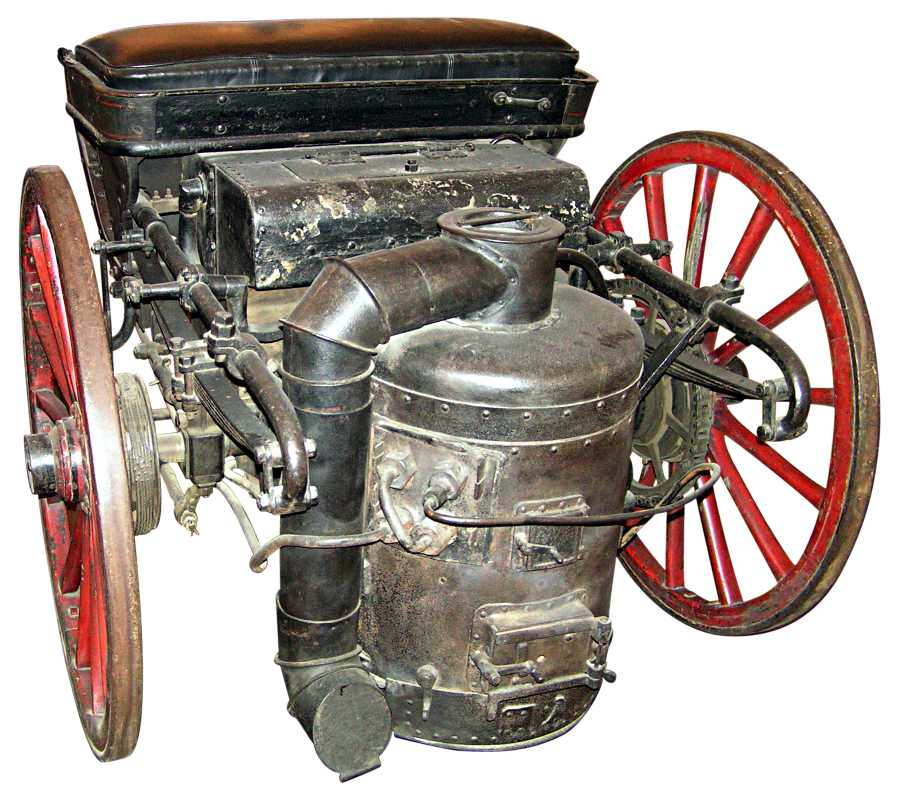
Parní tříkolka Serpollet (1888)
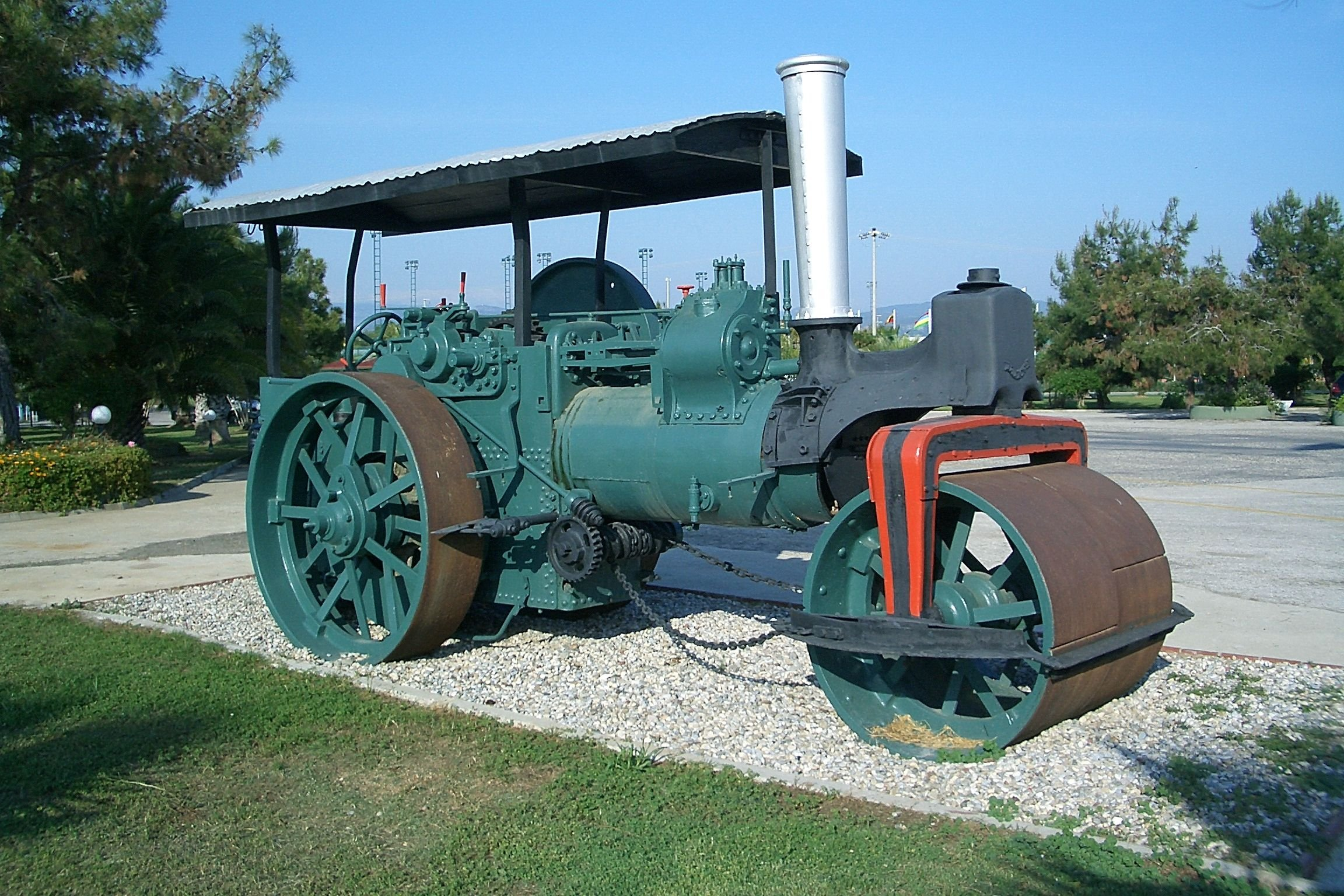
Parní válec (okolo roku 1900)
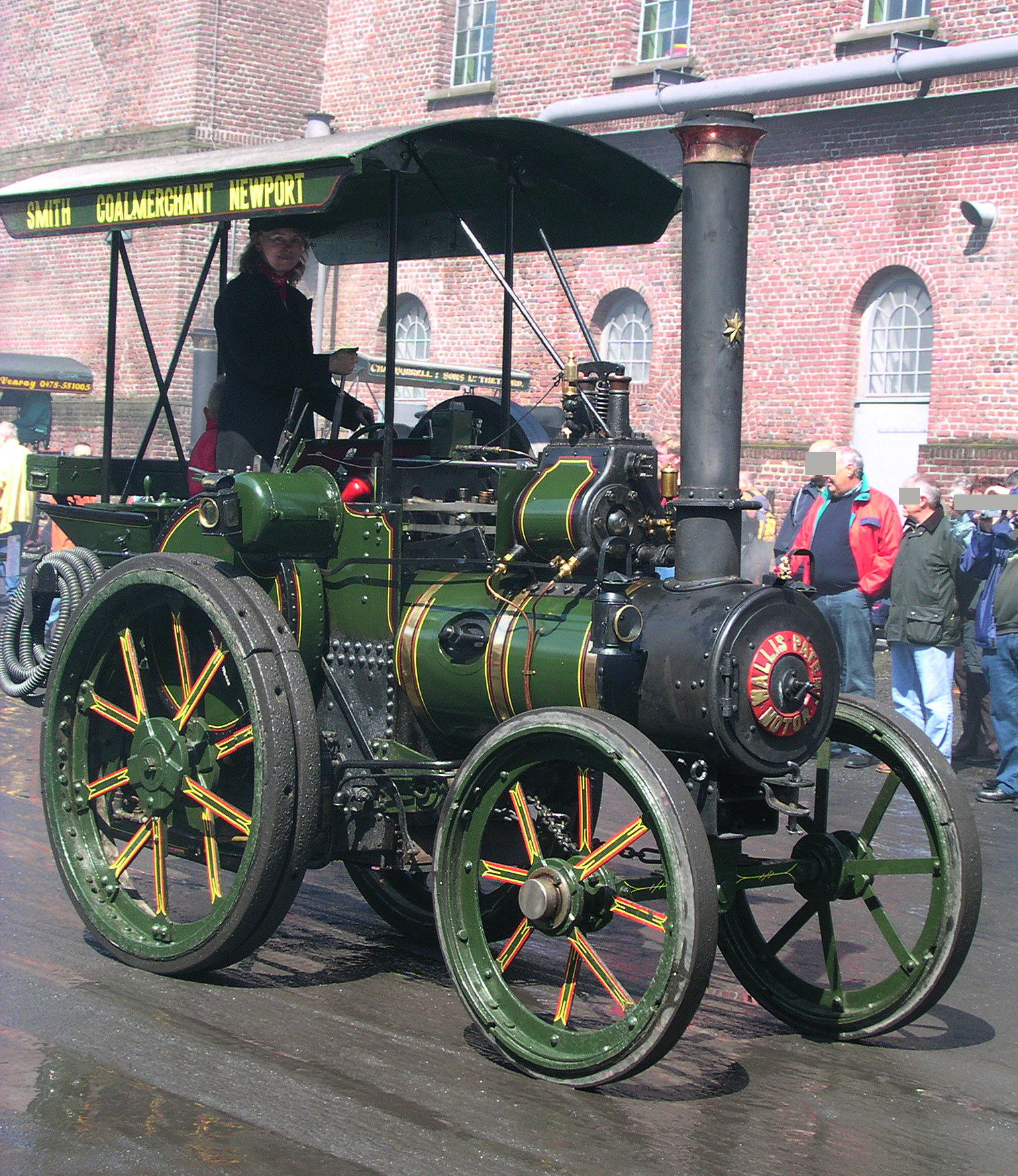
Traktor Lena firmy Wallis & Steevens (1905)
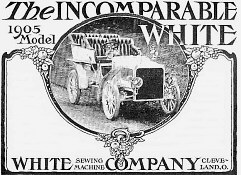
Reklama na parní automobil firmy White (1905)
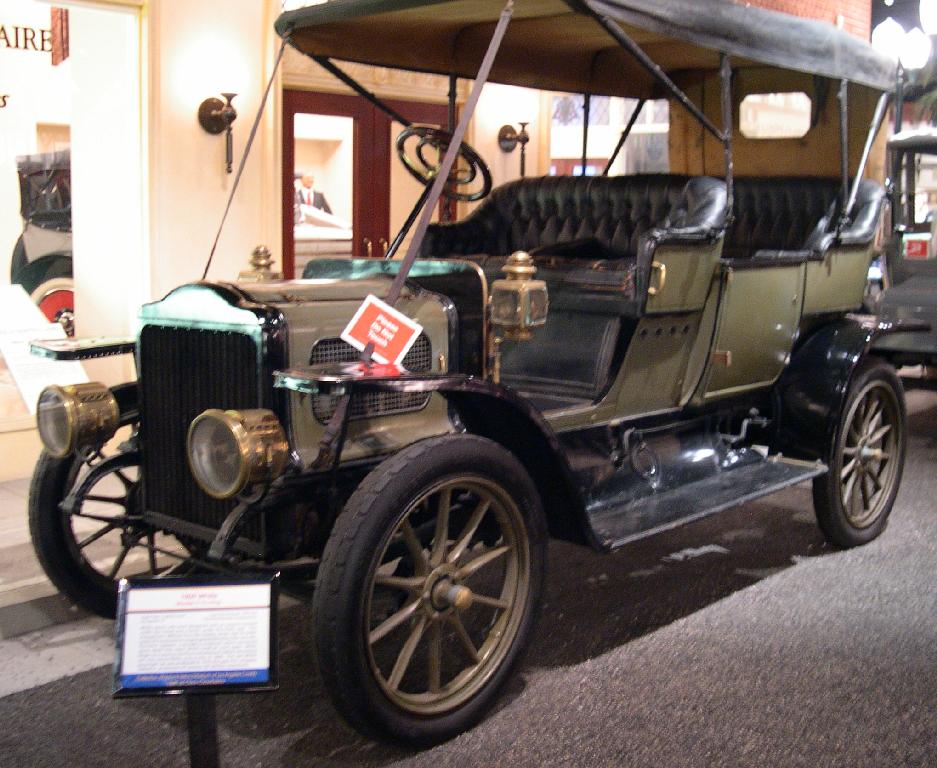
White touring (1909)
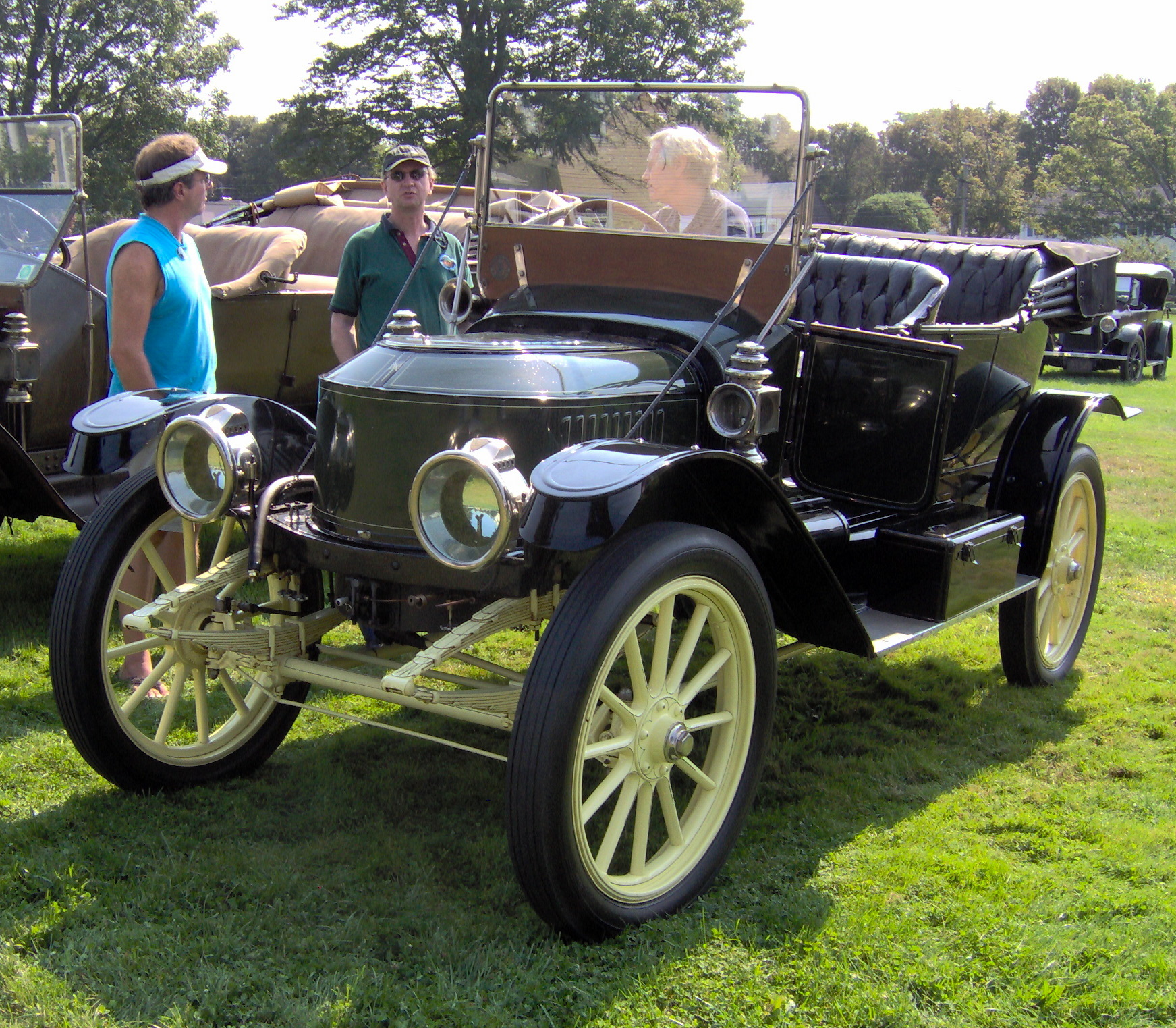
Stanley (1912)
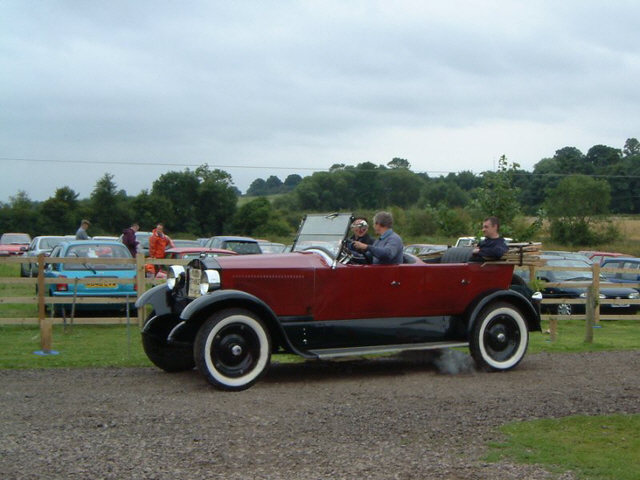
Stanley (1923)